# کلابوچتول تاورولوی
کلابوچتول تاورولوی (به لاتین: Clăbucetul Taurului) یک کوه در رومانی است که در شهرستان براشوو واقع شده‌است.